# Lars Ulrik Mortensen
Lars Ulrik Mortensen (ur. 9 listopada 1955 w Esbjerg) – duński klawesynista i dyrygent.
Znany wykonawca muzyki Bacha, w 2006 r. juror Międzynarodowego Konkursu Bachowskiego w Lipsku.
W 2007 został laureatem prestiżowej duńskiej Nagrody Fundacji Muzycznej Léonie Sonning.